# Indicatif (radio)
Pour les articles homonymes, voir Indicatif.
Dans les communications radio, l’indicatif est la désignation unique de chaque station émettrice. Les indicatifs sont notamment utilisés par l'aviation, par la marine, par les armées, par les radioamateurs, et dans certains pays par les stations de radiodiffusion.

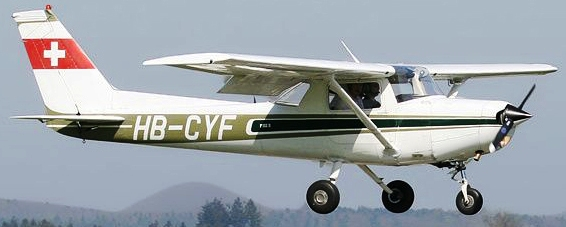
HB-CYF : indicatif international d'un aéronef Suisse.

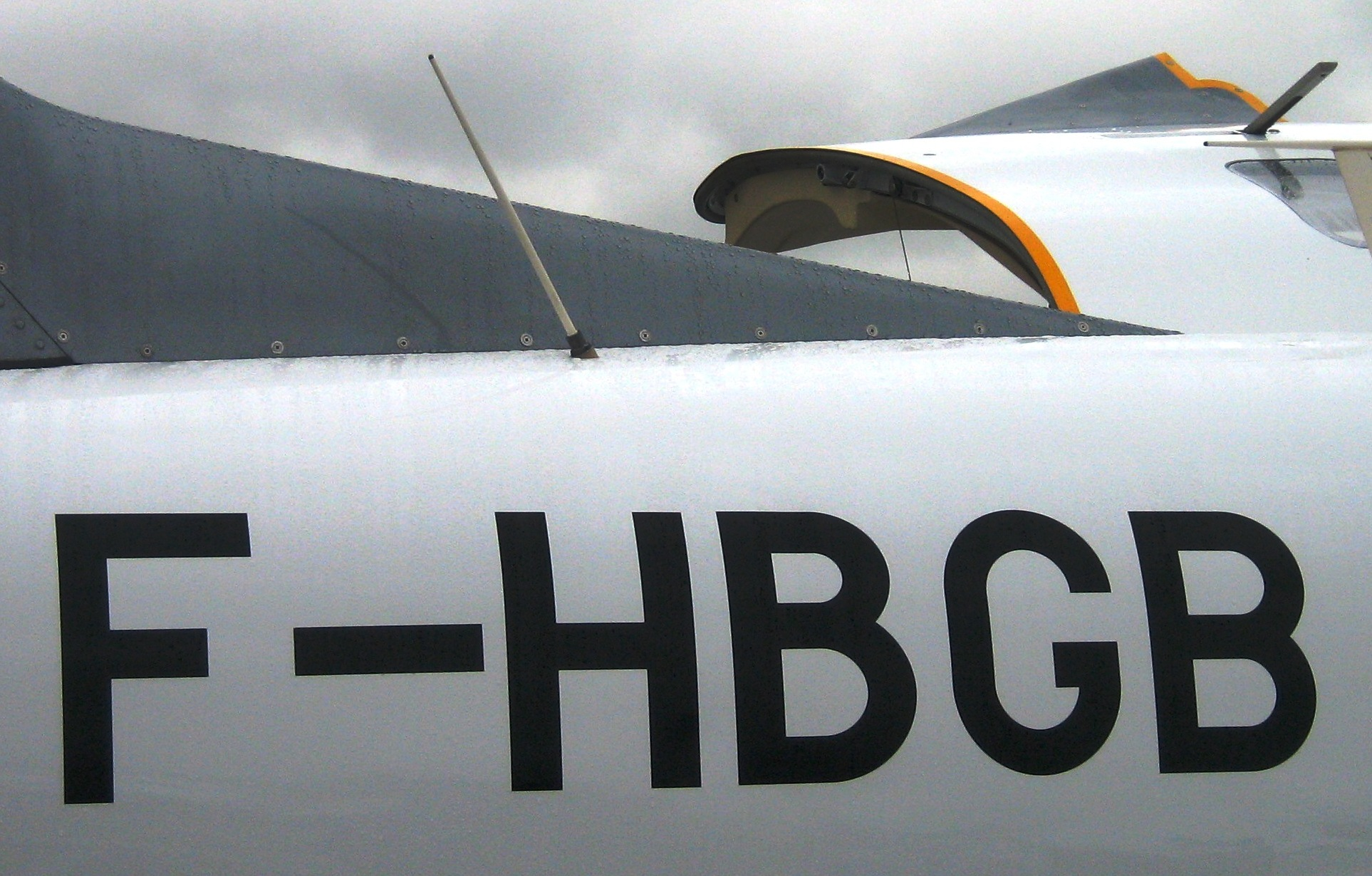
F-HBGB : L'indicatif radio de cet aéronef français est Bravo Golf Bravo.

## Indicatifs internationaux
Certains indicatifs sont formellement attribués par les agences nationales de télécommunications. Ils suivent un format international, qui commence par un préfixe national attribué par l'Union internationale des télécommunications.

## Aviation

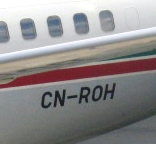
CN-ROH : Romeo Oscar Hotel est l'indicatif radio de cet aéronef marocain

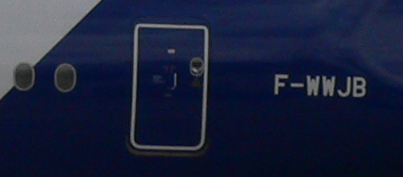
F-WWJB : Whisky Juliet Bravo est l'indicatif radio d'un Airbus A380.

- L'indicatif est attribué à la coque de l’aéronef.
- L'indicatif sous licence permet d’utiliser le matériel radioélectrique de l’aéronef.
- Il n’est pas possible d’avoir une seule station radio (transportable) pour plusieurs aéronefs.

- Formes des indicatifs :
- Pays + types (navire ou aéronef en fonction du nombre de caractères)
- FABCD aéronef Français

Exemples : 
- Les indicatifs des avions français de construction amateur commencent par F-P
- Les indicatifs des ULM français commencent par F-J

Exceptions : 
- Les stations radio travaillant sur la fréquence 143,987 5 MHz [1] pour la pratique du vol libre, deltaplane, parapente.
- Les ULM ont un indicatif radio attribué à la station radio par l'attribution d'une LSA (Licence de Station d'Aéronef) et pas à l'aéronef lui-même. La licence de station d’aéronef des ULM ne couvre que les équipements émetteurs ou émetteurs-récepteurs ; les équipements uniquement récepteurs ne sont pas soumis à autorisations particulières.

Les ULM (en France) ne portent donc pas en général leur indicatif radio sur leur fuselage, bien qu'aucun texte législatif ne l'interdise, En revanche, ils doivent porter leur identification sous une aile sous la forme du numéro du département suivi de 3 lettres

## Marine

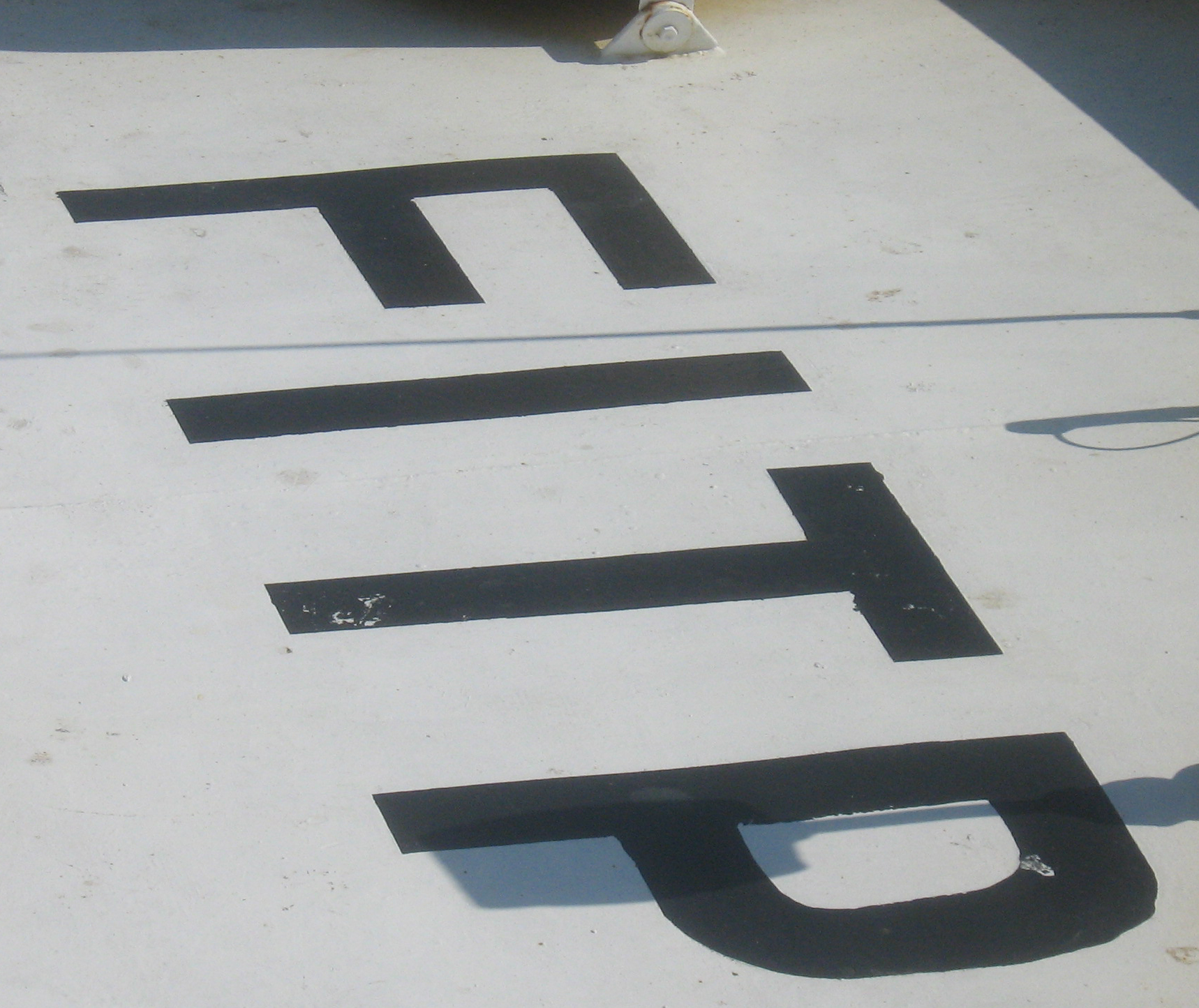
FITP : indicatif radio d'un navire équipé en bande hectométrique MF et VHF.

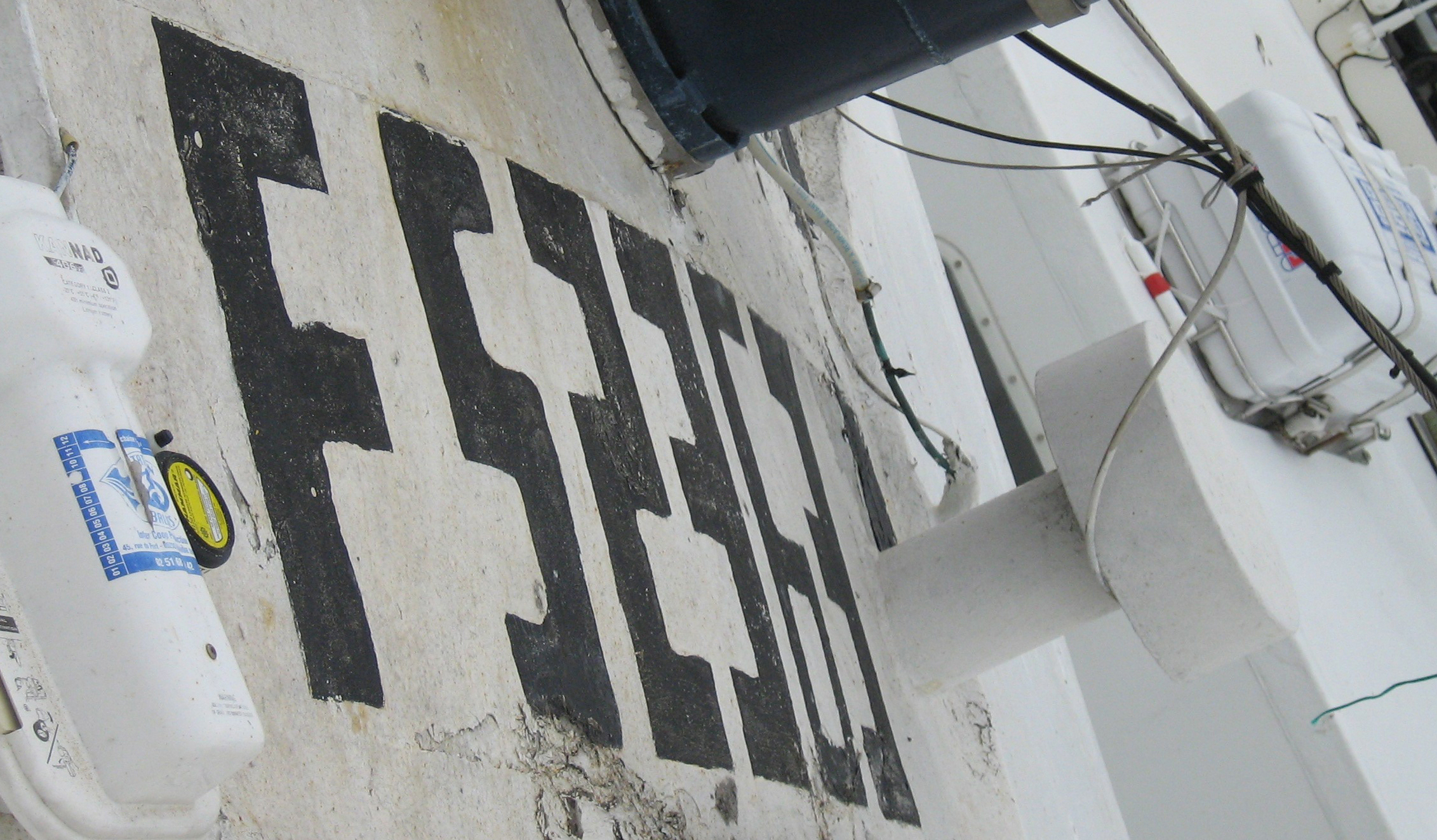
F52363 : indicatif radio d'un navire équipé en bande VHF.

- L'indicatif est attribué à la coque du navire.
- L'indicatif sous licence permet d’utiliser le matériel radioélectrique du navire.
- Nomme la station par un indicatif international et éventuellement par un nom.
- La licence désigne le matériel radioélectrique à bord avec les caractéristiques (puissances, fréquences et modes d’émission).
- Il n’est pas possible d’avoir une seule station radio (transportable) pour plusieurs navires.
- Formes des indicatifs :
- Pays + types (navire ou aéronef en fonction du nombre de caractères)
- Exemples d'indicatifs :
  - FABC navire Français équipé en bande hectométrique MF et VHF
  - FABCDE ou F12345 navire Français équipé en VHF (sans la bande hectométrique MF sans la bande HF)
  - FABC-3 est l'embarcation de sauvetage numéro 3 du navire FABC

MARQUAGE DE l'INDICATIF RADIO
- Navires à passagers et navires de charge.

L'indicatif radio doit être peint sur le dessus d'une superstructure, de telle manière qu'il puisse être visible par un avion suivant une route parallèle à celle du navire et de même sens.

Les lettres et les chiffres, de couleur rouge sur fond blanc, doivent avoir au moins 45 cm de hauteur et 6 cm de largeur de trait.
- Navires de pêche.

L'indicatif radio doit être peint sur le toit de la passerelle, quand elle existe, de telle manière qu'il puisse être visible par un avion suivant une route parallèle à celle du navire et de même sens. La couleur des lettres et des chiffres doit être noire sur fond blanc, ou blanche sur fond noir.
Pour les navires d'une longueur inférieure ou égale à 10 mètres, la taille des lettres et des chiffres est fonction de la place disponible sur le toit de la passerelle de navigation ; 

Pour les navires d'une longueur supérieure à 10 mètres mais inférieure ou égale à 17 mètres, les lettres et les chiffres doivent avoir au moins 25 cm de hauteur et 4 cm de largeur de trait. 

Pour les navires d'une longueur supérieure à 17 mètres, les lettres et les chiffres doivent avoir au moins 45 cm de hauteur et 6 cm de largeur de trait.
Historique
Constitution des premiers indicatifs
Pour les navires marchands :
- première lettre : F pour France ;
- deuxième lettre : initiale du nom de la compagnie à laquelle appartenait le bâtiment (M Messageries maritimes, C Chargeurs réunis, P Paquet, T Transatlantique, etc.) ;
- troisième lettre : initiale du nom du bâtiment.

Ainsi, l'indicatif FML était l'indicatif radio du bâtiment Lotus des Messageries Maritimes.
Pour les bâtiments militaires :
- premières lettres : FA ou FB ;
- suivies de deux lettres du nom du bâtiment.
- Ex. : Pour la frégate française Georges Leygues : FAGL. Son indicatif phonie est Golf Lima.

## Radio d'amateur
Indicatif radioamateur
Pour la France, ses territoires d'outre-mers, les Terres australes et antarctiques françaises les indicatifs sont de la forme : 

Fyxxx; Fyxx; TKyxx; TOyxx; TXyxx; FGyxx; FHyxx; FJyxx; FKyxx; FMyxx; FOyxx; FPyxx; FRyxx; FSyxx; FTyxx; FWyxx; FYyxx; FXyxx.
- y: chiffre de 0 à 9
- x: lettre de A à Z

- exemple: F9GW est une station radio de l'ARCEP travaillant sur les bandes radioamateurs

## Radiodiffusion
- Indicatif (radiodiffusion)